# 丹羽五郎 (開拓者)
丹羽 五郎（にわ ごろう、1852年5月2日（嘉永5年3月14日） - 1928年（昭和3年）9月6日）は、幕末の会津藩士。明治、大正期の警察官、開拓者である。西南戦争では抜刀隊としても戦い、戦後はせたな町の一部となっている丹羽村を開村した。警察官時代は田村五郎と名乗る。

## 生涯
会津藩重臣丹羽家（1000石）の分家に生まれる。曽祖父の丹羽能教は家老であった。父の丹羽族は100石取りの藩士で、戊辰戦争において越後口八十里越方面の兵糧総督として自刃した。丹羽は本家に男子がいなかったため養子として跡を継ぐ。戊辰戦争時は会津藩主・松平喜徳の側近くで仕えたが、この戦いで一族40名以上を失い、従兄弟の永瀬勇次、有賀織之助は白虎隊士として自刃した。丹羽は白虎隊入隊を許されなかったことを、「常に遺憾措く能はず」と回顧している。
戦後名を改め邏卒として警視庁入りし、西南戦争に従軍した。二等少警部であった丹羽は抜刀隊に選抜され田原坂の戦いで奮戦する。戦中に陸軍少尉に任官し、新撰旅団本営の参謀部附となる。千坂高雅（旧米沢藩士）が参謀長、立見尚文（旧桑名藩士）が参謀副長として本営にあった。
戦後名を本名に戻し神田和泉橋警察署長まで昇進するが、北海道開拓の志を抱き、1891年（明治24年）依願免官となる。この間、抜刀隊七回忌に際して顕官名士からの揮毫を得て『彰功帖』を編纂し、遺族に配布している。さらに『いろは辞典』の刊行、小野田元熈の紹介による金原明善の融資などで資金を準備し、瀬棚郡瀬棚村､利別原野（現：久遠郡せたな町丹羽）の開拓願いを許される。丹羽は旧会津藩領であった猪苗代千里村の住民12戸と北海道に渡り開墾を始めた。翌々年には猪苗代からさらに18戸が移住し、1895年（明治28年）には、丹羽自身の家族も移住した。妻は翌年から闘病生活が始まり、1904年（明治37年）に死去している。1902年（明治35年）には会津、宮城から計55戸が移住し、1907年（明治40年）には会津から30戸が移住した。丹羽は農地の開拓とともに養蚕組合の設立、ため池造成を行い、また小学校、青年学校、新聞閲覧所、郵便局を設立している。1913年（大正2年）には、開拓農地1000余町、276戸1380余人入植の功績を認められ藍綬褒章を受章した。
息子の七郎は、丹羽家の故地にある会津中学を卒業。検定試験から大学へ進み内務省に入り、県知事を歴任。岡田啓介内閣で内務次官となった。1941年（昭和16年）、丹羽村建村50年祭が営まれ、会津松平家当主松平保男の額題による頌徳碑が建立された。
著書等
- 『ヘーン先生記念品贈呈報告書』（1891年）
- 『我が丹羽村の経営』[7]
- いろは辞典 - 1894年、いろは辞典発行部

1. 『警察宝典 写真石版』
2. 『警察宝典 写真石版 第2編』
3. 『現行法典 写真石版 第1編』
4. 『現行法典 写真石版 第2編』
5. 『現行類纂明治法典  一名・法典辞書』
6. 『国民必携 袖珍石版』